# Utkinton
Utkinton est un village anglais situé dans le comté de Cheshire.